# Івамі-Мару
Івамі-Мару — транспортне судно, яке під час Другої світової війни взяло участь у операціях японських збройних сил на Соломонових островах.
Івамі-Мару спорудили в 1916 році на верфі Harada Shoko в Осаці на замовлення Osaka Shosen.
26 грудня 1942-го судно перебувало на якірній стоянці Віхем-Анкорідж у східній частині островів Нова Джорджія (між островами Ванггуну та Нггатокає), за сто вісімдесят кілометрів на північний захід від острова Гуадалканал, за який вже п'ятий місяць йшли важкі бої. Цього дня група американських літаків, що включала пікіруючі бомбардувальники SBD «Донтлес», винищувачі F4F «Вайлдкет» та P-38 «Лайтнінг», піднялась з розташованого на Гуадалканалі аеродрому Гендерсон-Філд та атакувала стоянку Віхем, потопивши Івамі-Мару та інше вантажне судно Такашима-Мару.
Після війни дайвери дослідили рештки Івамі-Мару, що лежить на глибині 38 метрів. В одному із трюмів вони виявили дві великі гармати завдовжки по 5 метрів.